# Jerzy Znamierowski
Jerzy Znamierowski (ur. 1895, zm. 1992) – polski filozof, teozof i antropozof.
Członek Polskiego Towarzystwa Teozoficznego i wileńskiej loży zakonu „Le Droit Humain". Wyznawca związanego z teozofami Kościoła liberalno-katolickiego. W 1949 r. aresztowany w Wilnie przez sowieckie organy bezpieczeństwa i skazany na dziesięć lat pobytu w łagrze za propagowanie antropozofii. W 1957 r. przyjechał w nowe granice Polski w ramach ostatniej fali wysiedleń ludności z przedwojennych wschodnich ziem polskich i zamieszkał w Toruniu.
Siostra Jerzego Maria Znamierowska-Prüfferowa była etnografem.